# Devusjka s daljokoj reki
Devusjka s daljokoj reki (russisk: Девушка с далёкой реки) er en sovjetisk stumfilm fra 1927 af Jevgenij Tjervjakov.

## Medvirkende
- Roza Sverdlova som Tjizjok
- Vladimir Romasjkov
- Pjotr Kirillov som Aleksej
- Mikhail Gipsi
- Aleksandr Gromov